# Cluster (musikgrupp)
Cluster, tyskt minimalistiskt krautrockband från sjuttiotalet med Dieter Moebius och Hans Joachim Roedelius bakom rattarna. Har samarbetat med bl.a. Brian Eno och medlemmar från NEU!. Den senare koalitionen ledde till ett nytt projekt under arbetsnamnet Harmonia, och även detta innebar minimalistiska synthslingor.

## Diskografi
- 1971 – Cluster
- 1972 – Cluster II
- 1974 – Zuckerzeit
- 1976 – Sowiesoso
- 1979 – Grosses Wasser
- 1980 – Cluster '71